# Dieter Schulte (Politiker)
Dieter Schulte (* 9. Juni 1941 in Schwäbisch Gmünd) ist ein deutscher Politiker (CDU).
Er war von 1982 bis 1993 Parlamentarischer Staatssekretär beim Bundesminister für Verkehr.

## Ausbildung und Beruf
Nach der Schule in Schwäbisch Gmünd und Cedar Rapids absolvierte Schulte ein Studium der Rechtswissenschaft in Heidelberg, Berlin und Würzburg. Anschließend war er als wissenschaftlicher Assistent am Seminar für Internationales Privatrecht an der Universität Würzburg tätig. 1975 erfolgte hier seine Promotion zum Dr. jur. mit der Arbeit Die Anknüpfung von Eingriffsnormen, insbesondere wirtschaftsrechtlicher Art, im internationalen Vertragsrecht.
Dieter Schulte ist verheiratet und hat zwei Kinder. Er lebt in Bettringen bei Schwäbisch Gmünd.

## Politische Karriere
Seit 1964 ist Schulte Mitglied der CDU. Er war von 1969 bis 1998 Mitglied des Deutschen Bundestages. Hier war er von 1980 bis 1982 Vorsitzender der Arbeitsgruppe Verkehr/Post der CDU/CSU-Bundestagsfraktion.
Dieter Schulte ist stets als direkt gewählter Abgeordneter des Bundestagswahlkreis Backnang – Schwäbisch Gmünd in den Bundestag eingezogen.
Am 4. Oktober 1982 wurde er als Parlamentarischer Staatssekretär beim Bundesminister für Verkehr in die von Bundeskanzler Helmut Kohl geführte Bundesregierung (Kabinett Kohl I) berufen. Am 21. Januar 1993 schied er im Kabinett Kohl IV aus dem Amt.